# Lutas nos Jogos Pan-Americanos de 2019 - Livre até 74 kg masculino
A categoria até 74 kg masculino foi um dos eventos da luta livre nos Jogos Pan-Americanos de 2019. Foi disputada em 10 de agosto, no Coliseu Miguel Grau.

## Calendário
Horário local (UTC-5).
| Data         | Horário | Fase                |
| ------------ | ------- | ------------------- |
| 10 de agosto | 10:01   | Quartas de final    |
| 10 de agosto | 10:59   | Semifinal           |
| 10 de agosto | 16:27   | Disputa pelo bronze |
| 10 de agosto | 16:36   | Final               |

## Medalhistas
| Ouro   | USA Jordan Burroughs                 |
| Prata  | PUR Franklin Gómez                   |
| Bronze | CUB Geandry Garzón CAN Jevon Balfour |

## Resultados

### Chave
|  | Quartas-de-final       | Quartas-de-final       | Quartas-de-final |  |  | Semifinais             | Semifinais             | Semifinais           |   |                        | Final                  | Final | Final |
|  |                        |                        |                  |  |  |                        |                        |                      |   |                        |                        |       |       |
|  | Julio Rodríguez (DOM)  | Julio Rodríguez (DOM)  | 2                |  |  |                        |                        |                      |   |                        |                        |       |       |
|  | Geandry Garzón (CUB)   | Geandry Garzón (CUB)   | 5                |  |  | Geandry Garzón (CUB)   | Geandry Garzón (CUB)   | 4                    |   |                        |                        |       |       |
|  | Abel Herrera (PER)     | Abel Herrera (PER)     | 0                |  |  | Jordan Burroughs (USA) | Jordan Burroughs (USA) | 15                   |   |                        |                        |       |       |
|  | Jordan Burroughs (USA) | Jordan Burroughs (USA) | 10               |  |  |                        |                        |                      |   | Jordan Burroughs (USA) | Jordan Burroughs (USA) | 4     |       |
|  | Jevon Balfour (CAN)    | Jevon Balfour (CAN)    | 12               |  |  |                        | Franklin Gómez (PUR)   | Franklin Gómez (PUR) | 1 |                        |                        |       |       |
|  | Hernán Guzmán (COL)    | Hernán Guzmán (COL)    | 4                |  |  | Jevon Balfour (CAN)    | Jevon Balfour (CAN)    | 0                    |   |                        |                        |       |       |
|  | Jorge Llano (ARG)      | Jorge Llano (ARG)      | 0                |  |  | Franklin Gómez (PUR)   | Franklin Gómez (PUR)   | 11                   |   |                        |                        |       |       |
|  | Franklin Gómez (PUR)   | Franklin Gómez (PUR)   | 10               |  |  |                        |                        |                      |   |                        |                        |       |       |
|  |                        |                        |                  |  |  |                        |                        |                      |   |                        |                        |       |       |
|  |                        |                        |                  |  |  |                        |                        |                      |   |                        |                        |       |       |

### Repescagem
|  | Primeira rodada      | Primeira rodada      | Primeira rodada |  |  | Disputa pelo bronze  | Disputa pelo bronze  | Disputa pelo bronze |
|  |                      |                      |                 |  |  |                      |                      |                     |
|  | Abel Herrera (PER)   |                      |                 |  |  |                      |                      |                     |
|  | bye                  | bye                  |                 |  |  | Abel Herrera (PER)   | Abel Herrera (PER)   | 0                   |
|  | Geandry Garzón (CUB) | Geandry Garzón (CUB) |                 |  |  | Geandry Garzón (CUB) | Geandry Garzón (CUB) | 11                  |
|  | bye                  |                      |                 |  |  |                      |                      |                     |
|  |                      |                      |                 |  |  |                      |                      |                     |
|  |                      |                      |                 |  |  |                      |                      |                     |
|  |                      |                      |                 |  |  |                      |                      |                     |

|  | Primeira rodada     | Primeira rodada     | Primeira rodada |  |  | Disputa pelo bronze | Disputa pelo bronze | Disputa pelo bronze |
|  |                     |                     |                 |  |  |                     |                     |                     |
|  | Jorge Llano (ARG)   |                     |                 |  |  |                     |                     |                     |
|  | bye                 | bye                 |                 |  |  | Jorge Llano (ARG)   | Jorge Llano (ARG)   | 0                   |
|  | Jevon Balfour (CAN) | Jevon Balfour (CAN) |                 |  |  | Jevon Balfour (CAN) | Jevon Balfour (CAN) | 10                  |
|  | bye                 |                     |                 |  |  |                     |                     |                     |
|  |                     |                     |                 |  |  |                     |                     |                     |
|  |                     |                     |                 |  |  |                     |                     |                     |
|  |                     |                     |                 |  |  |                     |                     |                     |